# Tazaki Jun
Tazaki Jun (japanisch 田崎 潤; * 28. August 1913 als Minoru Tanaka; † 18. Oktober 1985 in Tokio) war ein japanischer Schauspieler, der durch verschiedene Kaijū-Filme der Produktionsfirma Tōhō bekannt wurde.

## Filmografie (Auswahl)
- 1951: Die Spionin von Tokio (Tikyo File 212)
- 1953: Das Höllentor (Jigokumon)
- 1960: Banzai Banzai- die Piloten des Teufels (Hawai Middowei daikaikûsen: Taiheiyō no arashi)
- 1962: Ufos zerstören die Erde (Yōsei Gorasu)
- 1962: Die Rückkehr des King Kong (Kingu Kongu tai Gojira)
- 1962: Die Hölle vor Augen (Yama-neko sakusen)
- 1963: Der Löwen des Gelben Meeres (Dai tōzoku)
- 1963: Die Siegreichen Adler von Okinawa (Taiheiyō no tsubasa)
- 1963: U 2000 – Tauchfahrt des Grauens (Kaitei Gunkan)
- 1964: X 3000 – Fantome gegen Gangster (Uchū daikaijū Dogora)
- 1964: Godzilla und die Urweltraupen (Mosura tai Gojira)
- 1965: Frankenstein – Der Schrecken mit dem Affengesicht (Furankenshutain tai chitei kaijū Baragon)
- 1965: Befehl aus dem Dunkel (Kaijū daisensō)
- 1966: Frankenstein – Zweikampf der Giganten (Furankenshutain no kaijū: Sanda tai Gaira)
- 1966: Frankenstein und die Ungeheuer aus dem Meer (Gojira-Ebira-Mosura: Nankai no daiketto)
- 1968: Frankenstein und die Monster aus dem All (Kaijū sōshingeki)
- 1969: Port Arthur – die Schlacht im Chinesischen Meer (Nihonkai daikaisen)
- 1981: See Inferno (Rengō kantai)
- 1985: Ran (Ran)